# Marais d'Athis-Cherville
Les marais d'Athis-Cherville sont situés dans le département de la Marne, en Champagne-Ardenne, entre les communes d'Athis et Cherville. Les marais correspondent à une ZNIEFF et une partie est un site d'importance communautaire du réseau Natura 2000.

## Géographie
Les marais d'Athis et Cherville sont situés en Champagne crayeuse à environ 15 km de Châlons-en-Champagne et Épernay, dans la Marne en Champagne-Ardenne. Ils s'étendent le long de la Tranchée (aussi appelée la Noire), affluent des Tarnauds, qui se jettent eux-mêmes dans la Marne. Ils occupent près de 130 hectares.
Ils regroupent plusieurs marais au sud-est d'Athis. Celui de Jeanneton, au nord, se trouve sur le territoire communal de Cherville. Il est coupé des autres marais par la route départementale 3. Plus au sud, le marais de l'Île Pouillard est le plus étendu. C'est lui qui est classé Natura 2000. Les marais s'étendent ensuite vers le sud-ouest jusqu'au Château des marais.

## Protection et gestion
L'ensemble des marais d'Athis-Cherville sont inclus au sein d'une zone naturelle d'intérêt écologique, faunistique et floristique de type I de 133 hectares. En 1999, les marais d'Athis-Cherville sont proposés comme site d'importance communautaire du réseau Natura 2000. Leur classification est confirmée au Journal officiel de l'Union européenne en janvier 2013. La zone protégée s'étend sur un territoire de 55 hectares, principalement situé sur la commune d'Athis,.
Le site est la propriété de la commune d'Athis, qui s'est associée depuis 1995 avec le Conservatoire du patrimoine naturel de Champagne-Ardenne pour préserver le milieu.